# Reissuppe
Als Reissuppe bezeichnet man verschiedene Suppen mit Reis.

## Varianten

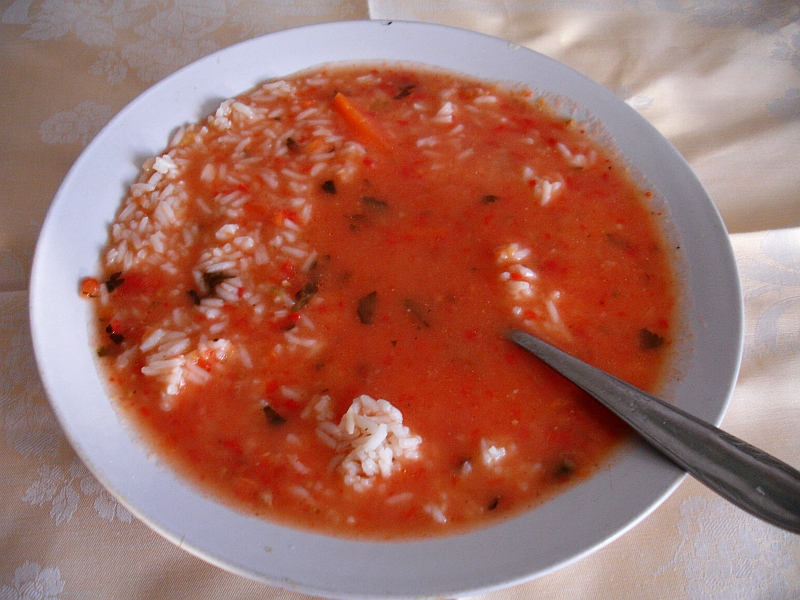
Tomatenreissuppe

- Reissuppe (historisch): Man gart Reis in Fleischbrühe und Butter. Daneben mischt man Fleischbrühe mit Mehl und kocht diese auf. Anschließend vermengt man beides und erwärmt und würzt es vor dem Servieren. Typische Einlage sind gekochte Sellerie- oder Kohlrabischeiben.[1]
- Reissuppe (historisch): Die Suppe wird beim Anrichten über das Fleisch gegossen. Für die Krankenkost wurden Zuckerwurzeln empfohlen.[2]
- Reissuppe (historisch): Eine sämige Wassersuppe, bei der zerstoßener Reis in Wasser gekocht wird. Der Kochflüssigkeit wird Zitrone, Weißwein, Zucker und Salz hinzugefügt. Als Einlage gibt man beim Anrichten geröstete Semmelwürfel oder Makronen hinzu.[3]
- Bouillonsuppe mit Reisberg: Man formt gekochten Reis in einem Suppenteller zu einem Berg, und gibt am Tisch die Bouillon (Brühe) darüber.[1]
- Brühreis ist ein Eintopfgericht, bei dem der Reis in der Kochflüssigkeit gegart wird. Typisch ist die Zubereitung in Rinder- oder Geflügelbrühe.

Gekochter Reis wird als Einlage für verschiedene Suppen wie Tomatensuppe und Fruchtsuppe verwendet und ist dabei teilweise Namensbestandteil.